# Coenosia acuminata
Coenosia acuminata este o specie de muște din genul Coenosia, familia Muscidae, descrisă de Gabriel Strobl în anul 1898. Conform Catalogue of Life specia Coenosia acuminata nu are subspecii cunoscute.